# Lista över National Hockey League-säsonger
Lista över National Hockey League-säsonger
| Era            | Säsong    | Stanley Cup-mästare | Poängligavinnare         |
| -------------- | --------- | ------------------- | ------------------------ |
| De första åren | 1917/1918 | Toronto Arenas      | Joe Malone 48 poäng      |
| De första åren | 1918/1919 | Inställt            | Newsy Lalonde 32 poäng   |
| De första åren | 1919/1920 | Ottawa Senators     | Joe Malone 49 poäng      |
| De första åren | 1920/1921 | Ottawa Senators     | Newsy Lalonde 43 poäng   |
| De första åren | 1921/1922 | Ottawa Senators     | Punch Broadbent 46 poäng |
| De första åren | 1922/1923 | Ottawa Senators     | Babe Dye 37 poäng        |
| De första åren | 1923/1924 | Montreal Canadiens  | Cy Denneny 24 poäng      |
| De första åren | 1924/1925 | Victoria Cougars    | Babe Dye 44 poäng        |
| De första åren | 1925/1926 | Montreal Maroons    | Nels Stewart 42 poäng    |
| De första åren | 1926/1927 | Ottawa Senators     | Bill Cook 37 poäng       |
| De första åren | 1927/1928 | New York Rangers    | Howie Morenz 51 poäng    |